# Gace Brulé
Pour les articles homonymes, voir Brûlé.

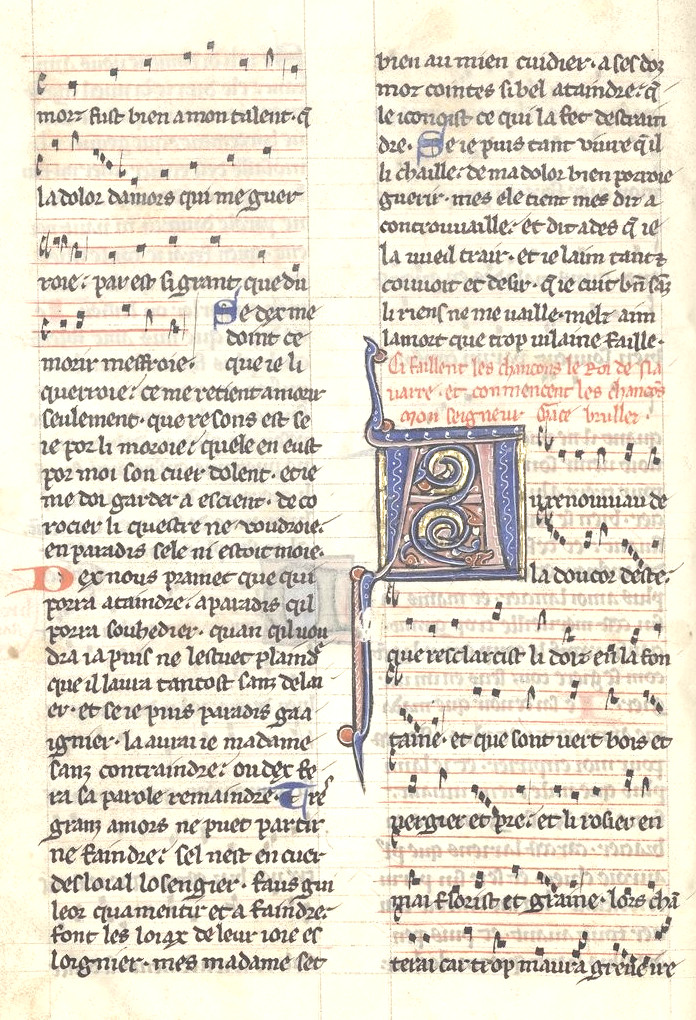
Au renouviau de la douçor d'esté..., en notation carrée, sur portées de 4 lignes.

Gace Brulé est un trouvère et chevalier champenois du XIIe siècle.

## Biographie
Les documents le concernant sont rares, et même ses dates de naissance et de mort sont sujettes à discussions et hypothèses de la part des médiévistes. Ceux-ci s'accordent généralement à situer sa naissance après 1160, et sa mort après 1213.
Jouissant d'une grande considération de la part de ses contemporains, il donna sa propre interprétation des thèmes classiques aux troubadours du sud de la France (le désespoir de l'amant ou du poète, le cœur épris d'une dame, les jaloux etc.).
Ses chansons présentaient en général une seule idée centrale, dont étaient montrés les côtés négatifs et positifs. Trois d'entre elles sont citées dans Le Roman de la Rose de Jean Renart.
On possède de lui 80 chansons, dont 67 sont parvenues avec leur mélodie.

## Œuvres
- Chansons de Gace Brulé, publiées par Gédéon Huet, Librairie Firmin Didot, Paris, 1902, Lire en ligne sur Gallica
- Chansonnier Clairambault